# Le Crocodile du Botswanga
Pour plus de détails, voir Fiche technique et Distribution.
Le Crocodile du Botswanga est un film français réalisé par Lionel Steketee et Fabrice Éboué, sorti le 19 février 2014.
Il s'agit de la deuxième collaboration de Lionel Steketee, Fabrice Éboué et Thomas Ngijol, après le film Case départ, sorti en 2011.

## Synopsis
Le jeune et talentueux footballeur français Leslie Konda (Ibrahim Koma), évoluant au poste d'attaquant, vient de signer un contrat avec un grand club espagnol. Son agent Didier (Fabrice Éboué), présenté comme étant de faible envergure, l'a repéré durant son adolescence. Les ancêtres de Leslie sont originaires du Botswanga, pays dirigé par le dictateur Thibault « Bobo » Babimbi (Thomas Ngijol). Ce dernier, passionné de football, conclut un arrangement crapuleux avec Didier pour que Leslie Konda intègre la sélection nationale de son pays : les Crocodiles du Botswanga. Didier et Leslie vivent une semaine au sein d'une dictature ubuesque où le tyran connaît mieux les prénoms de ses crocodiles domestiques mangeurs d'opposants politiques que ceux de ses propres enfants.

## Fiche technique
- Réalisateurs : Lionel Steketee et Fabrice Éboué
- Scénaristes : Fabrice Éboué et Blanche Gardin
- Musique : Guillaume Roussel
- Montage : Frédérique Olszak
- Chef décorateur : Maamar Ech-Cheikh
- Costumes : Pierre-Jean Larroque
- Producteur : Alain Goldman
- Société de production : Légende Films - coproduction : M6 Films et Mars Films
- Distribution : Mars Distribution
- Pays de production : France
- Lieux de tournage : Cuba : (ICAIC) ; Afrique du Sud : (Glen Afric) ; France : (Bry-sur-Marne, studio)[2]
- Genre : comédie
- Format : couleur - 2,35:1 - procédé cinématographique : Digital Intermediate (2K, master format) ; ProRes 4:4:4
- Durée : 90 minutes
- Dates de sortie :
  - Belgique et France : 19 février 2014

## Distribution
- Ibrahim Koma : Leslie Konda, jeune footballeur d'origine botswangaise
- Fabrice Éboué : Didier, agent de Leslie
- Thomas Ngijol : Thibault « Bobo » Babimbi, dictateur militaire du Botswanga, passionné de football
- Claudia Tagbo : Maman Jacqueline, Première dame du Botswanga, épouse de Bobo Babimbi
- Franck de Lapersonne : Monsieur Pierre, conseiller de Bobo Babimbi
- Eriq Ebouaney : Lieutenant Yaya, bras droit de Bobo Babimbi
- Amelle Chahbi : Karina, prostituée courtisant les jeunes footballeurs prometteurs
- Étienne Chicot : Jacques Taucard, représentant de Totelf au Botswanga
- Pascal Nzonzi : le ministre des cabinets de la Nation, ex-ministre des transports
- Mokobé : l'animateur
- Hélène Kuhn : Léa, que Monsieur Pierre déclare être sa fille, prostituée engagée par Bobo Babimbi pour séduire Leslie
- Issa Doumbia : le gardien du palais présidentiel du Botswanga
- Théophile Sowié : un ministre
- Marie-Philomène Nga : l'épouse du ministre des cabinets
- David Salles : un journaliste sportif
- Léa Salamé : elle-même
- Tatiana Rojo : Monique
- Tella Kpomahou : La nounou des enfants de Bobo Babimbi
- Jean-Pascal Zadi : Le cameraman

## Production

### Choix des interprètes
En plus de Fabrice Éboué et Thomas N'Gijol, on retrouve dans le film un certain nombre d'acteurs qui jouaient déjà dans Case départ : Franck de Lapersonne, Ériq Ebouaney, Étienne Chicot, Marie-Philomène Nga et David Salles.

### Tournage
L'essentiel du tournage s'est déroulé à Cuba et les scènes de safari ont été tournées en Afrique du Sud durant une semaine.

## Accueil

### Sortie
Le 30 janvier 2014, le Toulouse Football Club, club de football toulousain de première division, organise une conférence de presse, à la veille de la clôture du marché des transferts, censée annoncer l'arrivée d'un nouvel espoir français. Cette conférence est en réalité une opération de promotion du film, plaisanterie au cours de laquelle les deux acteurs du film feront croire à l'intégration du joueur Thomas NTop dans l'effectif du club.

### Réception critique
Le film est passablement bien accueilli par le public français avec une note moyenne sur Allociné de2,8⁄5 pour un peu plus de 2 194 votants (au 1er mai 2014). Les critiques presse attribuent quant à elles une note moyenne de 3,4⁄5 pour 7 commentaires.

### Box-office
En France, le film fait 1 227 314 entrées (fin d'exploitation le 22 avril 2014, après 9 semaines à l'affiche).

## Analyse
Le dictateur africain possède plusieurs crocodiles dont trois prénommés Jean-Marie, Marine et Marion, en référence à Jean-Marie Le Pen, Marine Le Pen et Marion Maréchal-Le Pen, figures emblématiques du Front national, parti d'extrême droite.
Le personnage de Jacques Taucard est une référence à Jacques Foccart, personnage central dans la création de la Françafrique. L'entreprise Totelf est quant à elle inspirée des compagnies pétrolières Total et Elf.
Le personnage du dictateur emprunte plusieurs caractères que l'on peut trouver chez certains dictateurs africains ayant réellement existé, dont notamment Bokassa, Mobutu, Amin Dada et Dadis Camara (il est parodié dans une scène directement inspirée d'un incident filmé entre lui et un arnaqueur russe et qui avait été médiatisé). Éboué s'est documenté et indique que les anecdotes du film concernant la dictature sont pour la plupart authentiques,.